# زاحفة بحيرة لوغانو
زاحفة بحيرة لوغانو (الاسم العلمي:†Ceresiosaurus) هي جنس منقرض من الزواحف تتبع فصيلة النوتوصورات من العظائيات الزعنفية.